# Tequitqui

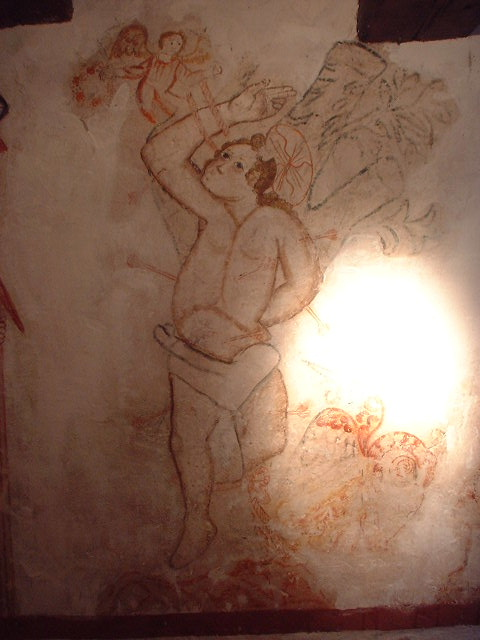
Ejemplo de arte tequitqui: pintura mural en el claustro de Oxtoticpac, Estado de México.

Ejemplo de relieve en cantera: Parroquia de Santiago Tequixquiac, Estado de México.

Tequitqui o arte tequitqui es un término que se refiere a las manifestaciones artísticas realizadas por indígenas del área mesoamericana luego de la Conquista de México. Fue propuesto por José Moreno Villa en su texto Lo mexicano en las artes (1949).

"Es el producto mestizo que aparece en América al interpretar los indígenas las imágenes de una religión importada (...) está sujeto a la superstición indígena. Es una extraña mezcla de estilos pertenecientes a tres épocas: románica, gótica y renacimiento. Es anacrónico, parece haber nacido fuera de tiempo, debido a que el indio adoctrinado por los frailes o los maestros venidos de Europa, recibía como modelos estampas, dibujos, marfiles, ricas telas bordadas, breviarios, cruces, y mil objetos menores. No todos ellos obedecían a un mismo estilo y a una misma época"
José Moreno Villa. Lo mexicano en las artes plásticas.

El término tequitqui significa "tributario". La influencia iconográfica y técnica europea fusionada con la técnica e iconografía indígena dio origen a un conjunto de manifestaciones singulares pictóricas y escultóricas. Este se manifestó principalmente en las portadas de los templos cristianos, cruces atriales y murales en los claustros y capillas abiertas de los conventos. También es utilizado como sinónimo el término arte indocristiano, propuesto por Constantino Reyes-Valerio en la obra homónima.
Dentro de las manifestaciones del arte tequitqui destaca la cruz en la que se ubica el rostro de Jesucristo y sus instrumentos de tortura, como clavos, corona, pinzas y hasta un gallo. Los detalles de las figuras humanas en el arte tequitqui presentan rasgos indígenas, y los cristos de las cruces indígenas no son la excepción.

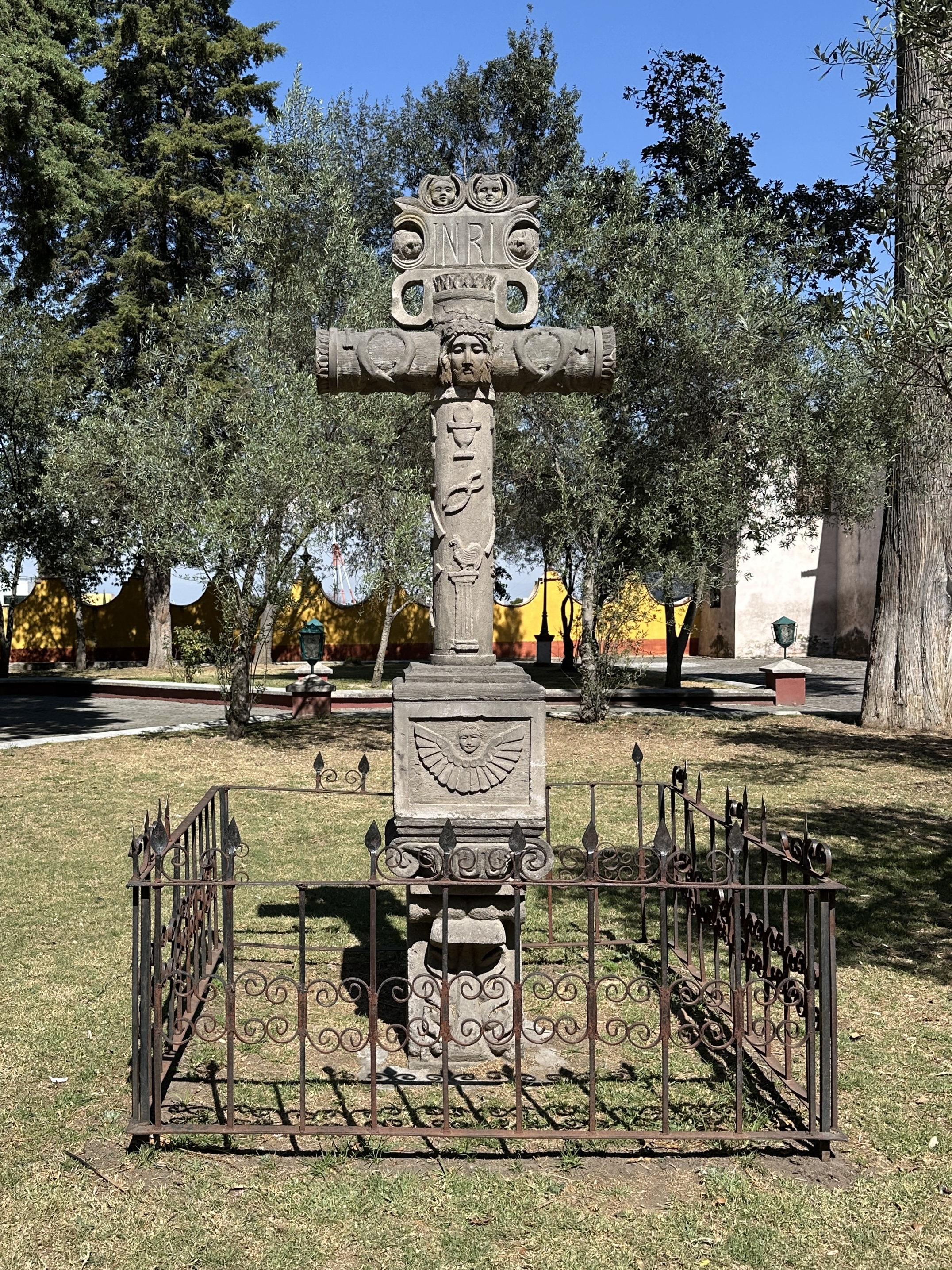
Cruz del atrio de la Parroquia de San Juan Bautista de Metepec, Estado de México

En México se pueden encontrar diversas cruces tequitqui. Por ejemplo la cruz atrial tequitqui de San Juan de la Presa en Salamanca Guanajuato, la cruz del atrio de la parroquia del Barrio de los Reyes en Tultitlán, Estado de México, o la del atrio de la Parroquia de San Juan Bautista en Metepec, Estado de México.